# Anni-Frid Lyngstad
Anni-Frid Synni Reuss, Condessa de Plauen (nascida Anni-Frid Synni Lyngstad; Ballangen, 15 de novembro de 1945), também conhecida simplesmente como Frida, é uma cantora sueca que é mais conhecida como uma das fundadoras e vocalistas principais da banda pop ABBA. Os títulos de cortesia Princesa Reuss e Condessa de Plauen também estão em uso por causa de seu terceiro casamento.

## Vida e carreira

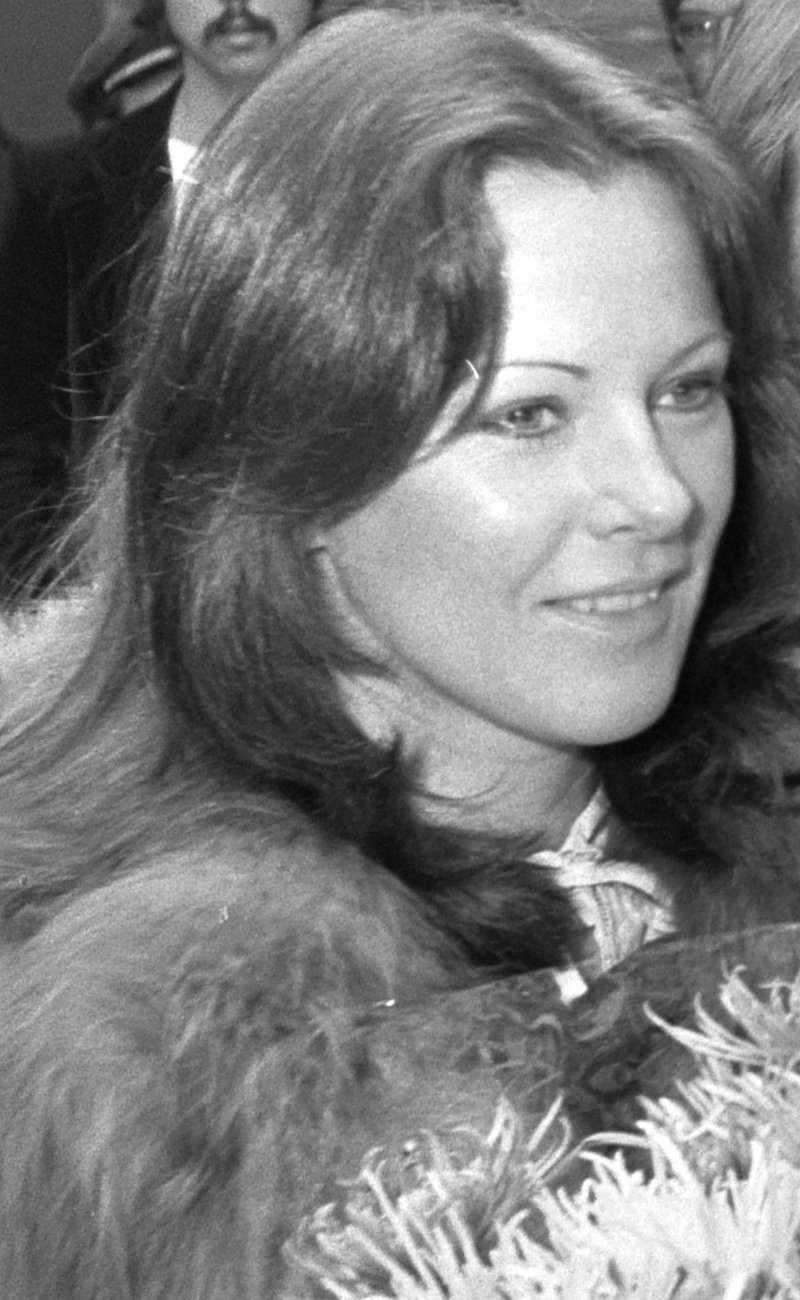
Frida em 1976.

Nasceu em 15 de novembro de 1945 em Bjørkåsen, uma pequena vila no município de Ballangen, perto da cidade de Narvik, no norte da Noruega, filha de mãe norueguesa, Synni Lyngstad, de 19 anos (1926–1947) e o pai soldado alemão, Alfred Haase (1919–2009), um sargento da Wehrmacht. Como tal, ela é às vezes identificada como a filha mais famosa do programa Lebensborn,  No início de 1947, Synni, a mãe, a avó Arntine, e a menina Anni-Frid deixaram a sua pequena aldeia em Ballangen temendo represálias contra as norueguesas que tiveram filhos com militares alemães durante a ocupação do país. Anni-Frid foi levada pela avó, Arntine, para a Suécia onde se estabeleceram na região de Härjedalen. A avó aceitou qualquer emprego disponível enquanto lá vivia, enquanto Synni permaneceu na Noruega e trabalhou durante algum tempo no sul do país. Synni juntou-se à mãe e à filha na Suécia e as três mudaram-se para Malmköping (a 72 km de Estocolmo). Synni morreu de insuficiência renal logo depois, aos 21 anos, deixando Anni-Frid à guarda exclusiva de sua avó. Anni-Frid cresceria acreditando que o pai havia morrido durante a Segunda Guerra Mundial, cujo seu navio teria afundado ao retornar à Alemanha.
Em junho de 1949, Arntine e a criança Anni-Frid mudaram-se para Torshälla, nos arredores de Eskilstuna, onde Arntine trabalhava como costureira. Anni-Frid cresceu em Torshälla e começou a frequentar a escola em agosto de 1952. Durante a infância, Anni-Frid teve contato próximo com sua família, principalmente com seu tio e quatro tias, em sua cidade natal durante as férias de verão. Ela era próxima de sua tia, Olive, que certa vez afirmou ver o quão solitária e subjugada Anni-Frid era e que, consequentemente, sempre fazia o possível para que ela se sentisse amada e bem-vinda durante suas visitas.
Com 14 anos de idade, começou a cantar em restaurantes em Malmö, no sul da Suécia, o que conseguiu apesar de pouca idade porque, fisicamente, aparentava mais. Em seguida começou a cantar em uma grande banda, que tocava músicas de estilo jazzístico. Junto com Ragnar Fredriksson criou sua própria banda, a Anni Frid Four.[carece de fontes?]
Casou-se tendo apenas dezesseis anos com Ragnar Fredriksson, e nesse relacionamento tiveram dois filhos: Hans (1963) e Lise-Lotte (1967-1998), mas ela divorciou-se aos 23 anos. E de início, os dois filhos ficaram sob a guarda de Ragnar. Frida somente obteve a guarda dos filhos quando estava bem estabelecida no ABBA.[carece de fontes?]
Frida casou-se em 1992 com o príncipe Heinrich Ruzzo Reuss de Plauen, que morreu de câncer em 1999. Ao se casar com este príncipe ela tornou-se membro da realeza e passou a ser titulada como Sua Alteza Sereníssima a princesa Anni-Frid Synni Reuss de Plauen. Antes da morte de seu marido príncipe outro trágico acontecimento ocorreu em 1998: sua filha Lise-Lotte morre num acidente automobilístico nos Estados Unidos. Atualmente mora na Suíça, e em 2004 gravou com Jon Lord (ex-Deep Purple) o single The Sun Will Shine Again, incluído no álbum de Lord intitulado Beyond the Notes.

### Carreira

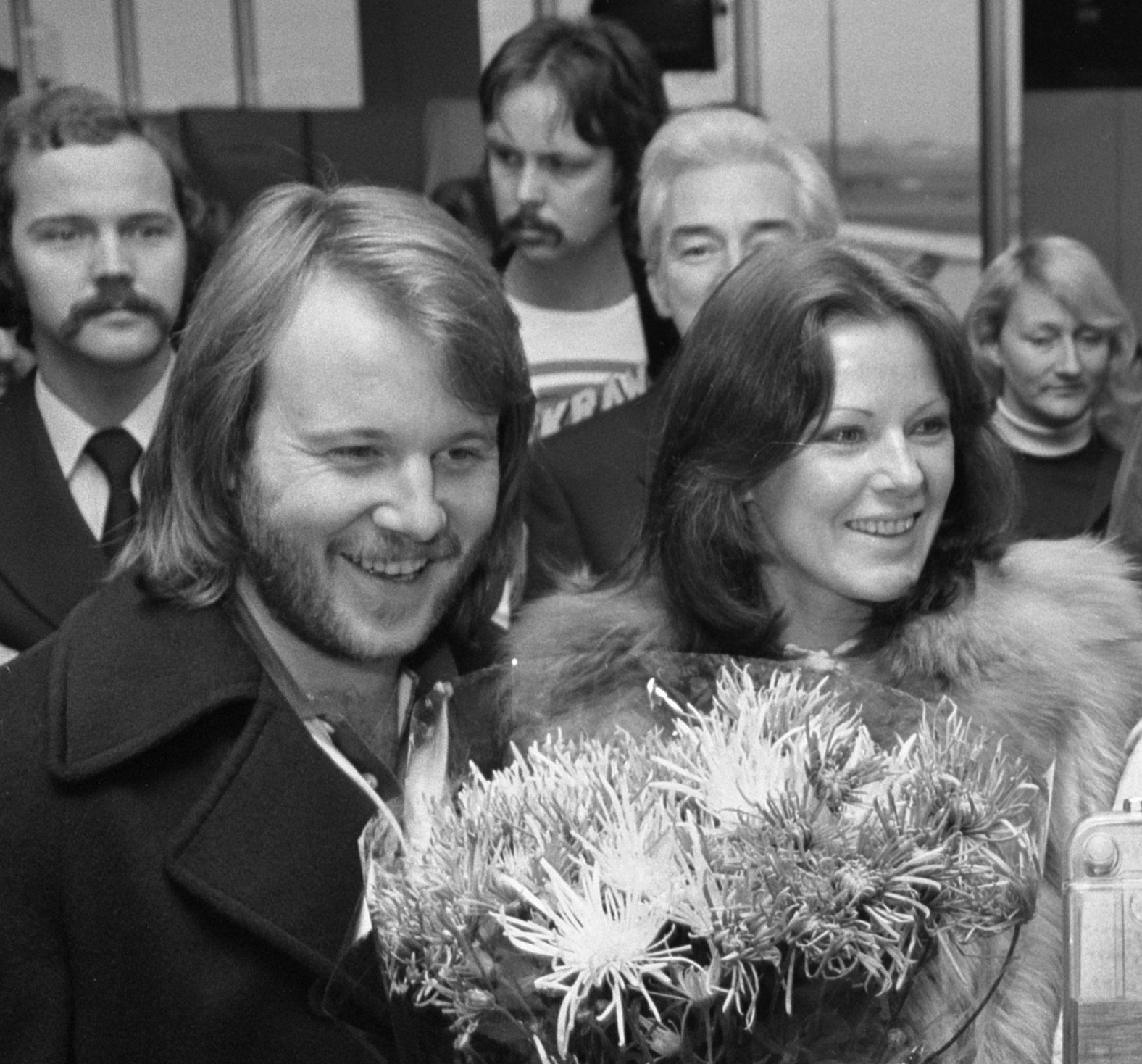
Frida ao lado de seu então marido Benny Andersson, também integrante do ABBA, em 1976.

Em 1967, ela lançou seu primeiro disco single, que obteve pouco êxito. Em 1969, conheceu Benny Andersson, os dois apaixonam-se e foram morar juntos. Em 1970, ela produziu seu primeiro álbum, sem muito sucesso. Em 1973, entrou para o grupo ABBA, junto com seu marido Benny e com o casal Björn e Agnetha. Este é o começo do ABBA e todo seu sucesso, com hits como Dancing Queen e Fernando (na segunda Frida em voz principal), o grupo conquista o mundo, com sucesso em diversos países. O ABBA resistiu até 1982, quando depois do divórcio de Agnetha e Björn, Frida e Benny também acabam se separando.
Em 1977, a revista adolescente alemã Bravo publicou um pôster e uma biografia completa com detalhes da história de Anni-Frid, incluindo os nomes de sua mãe e de seu pai. Foi visto pelo meio-irmão de Anni-Frid, Peter Haase, que foi até seu pai e perguntou se ele estivera em Ballangen durante a guerra. Alguns meses depois, por instigação de Benny Andersson, Anni-Frid conheceu Haase em Estocolmo pela primeira vez.
Depois da dissolução do ABBA, gravou alguns discos solo, um dos mais famosos é o "Something's Going On", gravado no estúdio da Polar Music e lançado em setembro de 1982,"Something's Going On" acabou sendo um grande sucesso na Europa, Estados Unidos, Austrália, Costa Rica e África do Sul. Vendeu um milhão e meio de cópias em todo mundo, tornando-se na época, dentre os trabalhos solo realizados pelos membros do ABBA, o de maior sucesso.
No Brasil, a canção I Know There´s Something Going On também teve sucesso, fazendo parte da trilha sonora internacional da novela Louco Amor (1983), de Gilberto Braga.[carece de fontes?]
Em março de 2010, o ABBA entrou para o Rock and Roll Hall of Fame, então Frida e Benny participaram juntos da cerimônia em Nova Iorque, porém sem a presença de Agnetha e Björn.

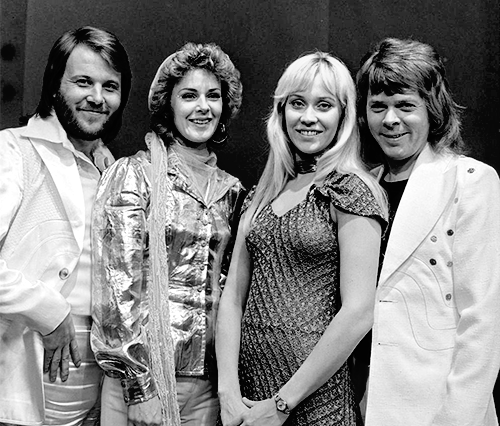
ABBA em 1974, da esquerda para a direita: Benny Andersson, Anni-Frid Lyngstad (Frida), Agnetha Fältskog e Björn Ulvaeus.

## Anos recentes
Em 2010, Frida (chamada "a ruiva") grava o hino gospel Morning Has Broken para o álbum Reconnection, de Georg "Jojje" Wadenius, que trabalhou com músicas infantis e artistas consagrados da Suécia. Uma rádio sueca exibiu a música no dia 15 de setembro de 2010, antes do lançamento oficial em outubro. Porém, com a exibição, a música já no dia 16 de setembro estava no site de vídeos YouTube, e em 2 dias alcançou cerca de 3 mil visualizações.[carece de fontes?]
Em 2013, Frida ajudou a organizar a abertura do Museu do ABBA em Estocolmo, afirmando que queria "deixar o ABBA descansar". A tão esperada reunião do ABBA deveria acontecer em 2014 para comemorar o 40º aniversário da vitória do grupo no Festival Eurovisão da Canção, entretanto, isso não aconteceu. Em 2015, Frida, junto com Dan Daniell, lançou o single "1865" sobre o Matterhorn, na Suíça.
Em 2018, Frida e o trompetista de jazz Arturo Sandoval lançaram um dueto da música "Andante, Andante" do ABBA como single. A música faz parte do álbum Ultimate Duets de Arturo.
Em 2 de setembro de 2021, o grupo ABBA surpreendeu o mundo numa coletiva global em formato de live ao anunciar a residência de shows em avatares "ABBA Voyage", situada no Queen Elisabeth Olympic Park em Londres, além do novo álbum de estúdio Voyage, o primeiro álbum em 40 anos, gravado entre 2017 e 2021. Contendo dez novas músicas, incluindo as músicas "I Still Have Faith In You" e "Don't Shut Me Down", apresentadas na livestream e lançadas como single duplo. O álbum foi lançado mundialmente em 5 de novembro de 2021.

## Discografia
A discografia de Frida inclui:[carece de fontes?]

### Álbuns oficiais

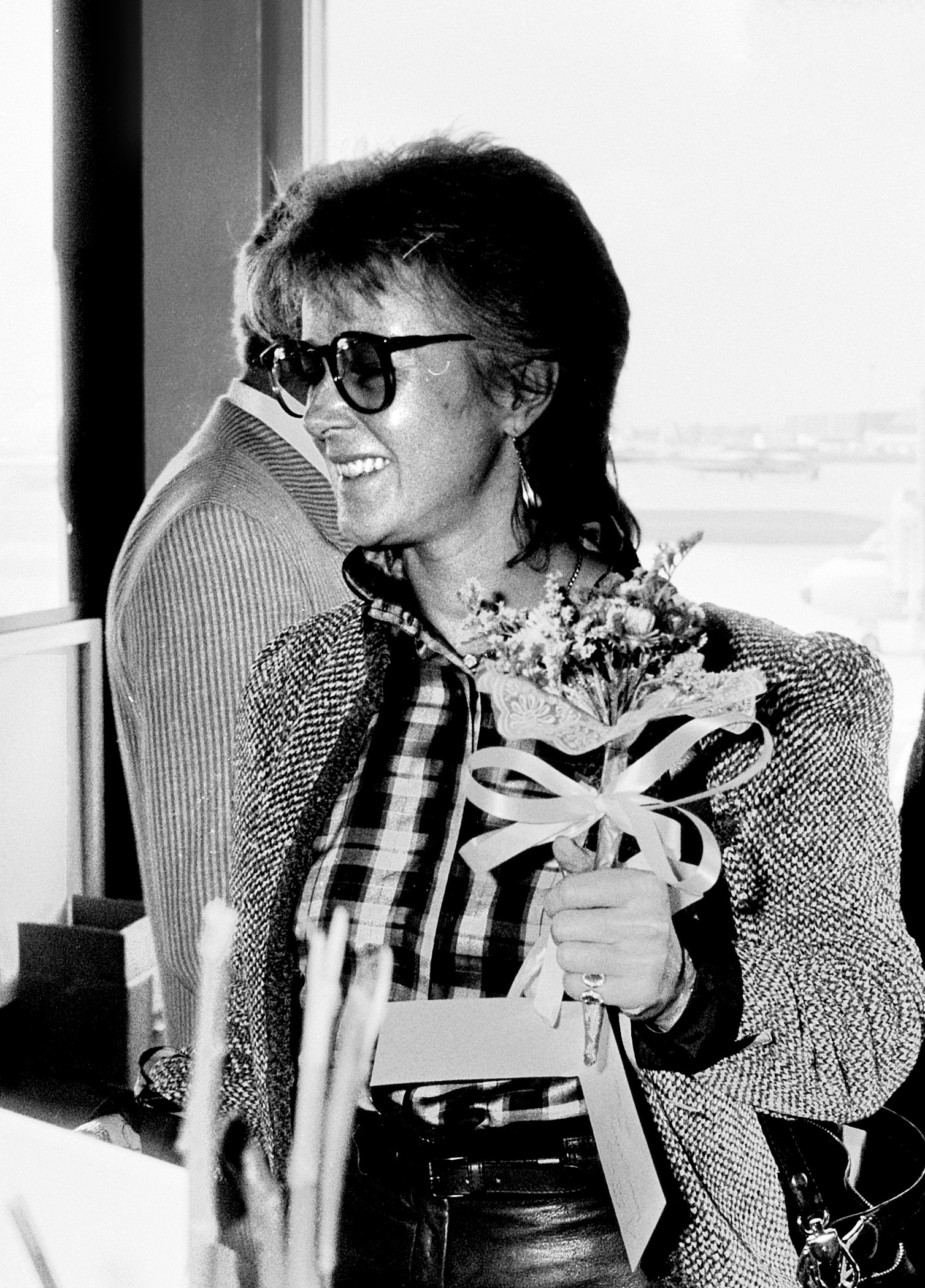
Frida em 1982, na época do lançamento de seu álbum solo Something's Going On.

- 1971 - Frida
- 1975 - Frida Ensam
- 1982 - Something's Going On
- 1984 - Shine
- 1996 - Djupa andetag

### Coletâneas oficiais
- 1970 - Anni - Frid Lyngstad
- 1997 - Frida 1967-1972
- 1998 - The Mixes

#### Outras
- 1994 - Agnetha & Frida: The Voice of ABBA

### Singles
- 1967 - En Ledig Dag
- 1967 - Din (single)
- 1968 - Simsalabim
- 1968 - Mycket kär
- 1968 - Härlig är vår jord
- 1969 - Så Synd du Måste Gå
- 1969 - Peter Pan
- 1970 - Där du Går Lämnar Kärleken Spår
- 1971 - En liten sång om kärlek
- 1971 - En Kväll Om Sommarn (dueto com Lars Berghagen)
- 1971 - Min Egen Stad
- 1971 - Nu Vissla I Ett Slag (Whistle While You Work)
- 1972 - Vi Är Alla Bara Barn I Början
- 1972 - Man Vill Ju Leva Lite Dessemellan'
- 1975 - Fernando
- 1982 - I Know There's Something Going On
- 1982 - To Turn To Stone
- 1982 - I See Red (somente na África Do Sul)
- 1982 - Tell Me It's Over (somente no Japão)
- 1983 - Here We'll Stay
- 1983 - Belle (Dueto Com Daniel Ballavoine)
- 1983 - Time (Dueto Com B.A Robertson)
- 1984 - Shine
- 1984 - Come To Me (I Am Woman)
- 1984 - Heat Of The Country (somente no Reino Unido)
- 1984 - Twist In The Dark (somente na França)
- 1987 - Så Länge Vi Har Varann (Frida & Ratata)
- 1992 - Änglamark (Artister För Miljö com Frida)
- 1996 - Även En Blomma
- 1996 - Ögonen
- 1997 - Alla Mina Bästa År (Dueto Com Marie Fredriksson, vocalista do Roxette)
- 2003 - Lieber Gott / I Have A Dream (Frida & Dan Daniell)

OBS: Os singles em sueco foram somente comercializados na Suécia.

### Singlespromocionais
- 1999 - Dancing Queen (Frida & Real Group)
- 2004 - The Sun Will Shine Again (Frida & Jon Lord)

### DVD
- 2005 - Frida - The DVD

## Filmografia
As produções que Frida já atuou são:[carece de fontes?]
- 1978 - ABBA The Movie
- 1979 - Gå på vattnet om du kan
- 1992 - Fern Gully - Den Sista Regnskogen (Voz)